# Livold
Livold este o localitate din comuna Kočevje, Slovenia, cu o populație de 464 de locuitori.